# ミルコ・トピッチ
ミルコ・トピッチ（セルビア語: Мирко Топић, ラテン文字転写: Mirko Topić、2001年2月5日 - ）は、セルビアとボスニア・ヘルツェゴビナのサッカー選手。ポジションはミッドフィールダー。

## クラブ経歴

### ヴォイヴォディナ
2019年5月12日、パルチザン・ベオグラード戦で64分にネマニャ・ミロイェヴィッチと交代出場しトップデビューを果たした。

### ファマリカン
2023年6月29日、プリメイラ・リーガのFCファマリカンと4年契約を締結した。

## 代表経歴
2023年1月25日の国際親善試合、アメリカ戦に出場しセルビア代表デビューを果たした。